# Devecipınarı
Devecipınarı is een dorp in het Turkse district Haymana in de provincie Ankara. Devecipınarı ligt 147 kilometer ten zuiden van de Turkse hoofdstad Ankara en 47 km ten zuidoosten van Haymana.
Krachtens wet nr. 6360 werden alle Turkse provincies met een bevolkingsaantal van minimaal 750.000 personen uitgeroepen tot grootstedelijke gemeenten (Turks: büyükşehir belediyeleri), waardoor de dorpen in deze provincies de status van mahalle hebben gekregen (Turks voor stadswijk). Ook Devecipınarı heeft sinds 2013 de status van mahalle.

## Geografie
De totale grondoppervlakte van het dorp Devecipınarı bedraagt 28 vierkante kilometer. Het dorp grenst (met de klok mee) aan de volgende dorpen: Yaprakbayırı, Serinyayla, Büyükyağcı, Küçükyağcı, Büyükkonakgörmez en Kirazoğlu.

## Bevolking
Het dorp is in 1950 gesticht door Turkse immigranten uit Bulgarije. Op 31 december 2019 telde het dorp officieel 50 inwoners, waarvan 28 mannen en 22 vrouwen. In 2000 woonden er nog 78 in het dorp en in 1997 telde het dorp nog (de facto) 83 inwoners. In 1975 werden er nog 113 inwoners werden geregistreerd, bestaande uit 106 mannen en 107 vrouwen.

## Politiek
In 2018 telde het dorp 27 stemgerechtigden, die allemaal geldige stemmen hebben uitgebracht bij de Turkse parlementsverkiezingen 2018. De grootste partij in het dorp was de AKP, met 14 stemmen, gevolgd door İYİ Parti met 9 stemmen. HDP en MHP hadden elk 2 stemmen behaald.

### Burgemeesters
| Jaar | Naam            | Partij |
| ---- | --------------- | ------ |
| 1950 | Osman Karabacak |        |
| 1955 | Süleyman Sürer  |        |
| 1984 | Rasim Mete      |        |
| 1989 | Canip Akman     |        |
| 1994 | Abdullah Yaprak |        |
| 1999 | -               |        |
| 2004 | Adem Karakaş    |        |
| 2009 | -               |        |
| 2014 | -               |        |
| 2019 | Adem Karakaş    | AKP    |

Centrale districtsplaats (İlçe Merkezi): Haymana
Dorpen (Köyler):
Ahırlıkuyu · Aktepe · Alahacılı · Altıpınar · Ataköy · Bahçecik · Balçıkhisar ·  Boğazkaya · Bostanhüyük · Bumsuz · Büyükkonak · Büyükyağcı · Cihanşah · Cingirli · Culuk · Çalış · Çatak · Çayraz · Çeltikli ·  Demirözü · Dereköy · Deveci · Devecipınarı · Durupınar  · Durutlar  · Emirler · Esen · Eskikışla · Evci · Evliyafakı · Gedik · Gültepe · Güzelcekale · İncirli · Karahoca  · Karaömerli  · Karapınar  · Karasüleymanlı  · Katrancı · Kavakköy · Kerpiçköy · Kesikkavak · Kızılkoyunlu · Kirazoğlu · Kutluhan · Küçükkonak · Küçükyağcı · Saatli · Sarıdeğirmen · Sarıgöl · Sazağası · Serinyayla · Sırçasaray · Sinanlı · Sındıran · Soğulca · Söğüttepe · Şerefligökgöz · Tabaklı · Tepeköy · Toyçayırı · Türkhüyük · Türkşerefli · Yamak · Yaprakbayırı · Yaylabeyi · Yeniköy · Yergömü · Yeşilköy  · Yeşilyurt · Yukarısebil · Yurtbeyli